# Pål Lydersen
Pål Lydersen (Kristiansand, 10 september 1965) is een voormalig Noors voetballer die speelde als linkervleugelverdediger. Hij werd in 1994 uitgeroepen tot beste verdediger van zijn vaderland. Lydersen beëindigde zijn loopbaan in 1999 bij Molde FK.

## Interlandcarrière
Lydersen speelde in totaal twintig officiële interlands voor de nationale ploeg van Noorwegen, en scoorde eenmaal. Onder leiding van bondscoach Ingvar Stadheim maakte hij zijn debuut voor de nationale ploeg op 22 augustus 1990 in de vriendschappelijke thuiswedstrijd tegen Zweden (1-2). Hij viel in dat duel na 45 minuten in voor Stig Inge Bjørnebye.

## Erelijst
Arsenal
- FA Cup

1993
 SK Sturm Graz
- Beker van Oostenrijk

1997